# Enterprise File Sync & Share
Enterprise File Sync & Share (EFSS) (sinngemäß Unternehmensdateien synchronisieren und teilen) steht für eine Kategorie von Softwarewerkzeugen, mit denen der Anwender Dateien und Dokumente sowohl auf verschiedene Endgeräte synchronisieren als auch mit anderen Benutzern teilen kann. EFSS-Systeme verwenden in der Regel Online-Speicher in einer Cloud (public oder private), um die verwendeten Daten zentral und geschützt abzulegen.
Der Zugriff auf die Dateien erfolgt über gängige Webbrowser und über endgerätspezifische Software zur Synchronisation.
EFSS wird auch als Teildisziplin von ECM (Enterprise-Content-Management) gesehen.

## Wesentliche Funktionen
Es werden die wesentlichen Funktionen einer Dateisynchronisierung angeboten. Das beinhaltet beispielsweise das Hoch- und Herunterladen von Dateien bzw. Ordnern sowie deren Freigabe.
Während in einfachen Anwendungsszenarien Dateien nur von einer Person an eine oder mehrere Personen übermittelt werden, geht die Entwicklung verstärkt in Richtung der Kollaboration, also dem Zusammenarbeiten von Teams an verschiedenen Dokumenten.
Dabei verändern sich die Anforderungen. Bei einer einfachen Übermittlung geht es vor allem darum, einen Ersatz für das E-Mail-System zu haben, das mehr Sicherheit bietet und auch sehr große Dateien die Postfächer nicht überquellen lässt.
Bei der Kollaboration stehen vor allem die Fragen des Versionsmanagements und den damit verbundenen Konflikten im Vordergrund.

## Weitere Eigenschaften
- Nicht auf Raum oder einen bestimmten Personenkreis begrenzt
- Verschlüsselung von Dateien bei der Übertragung und bei der Speicherung
- Bereitstellung einer API zur weiteren Integration in Unternehmensprozesse
- Einfache Bedienung

## Betriebsmodelle
EFSS-Systeme werden sowohl in der Cloud (public cloud) als auch als Unternehmenslösung (private cloud) angeboten. Unternehmenslösungen kommen häufig dann zum Einsatz, wenn ein erhöhtes Schutzbedürfnis für unternehmensrelevante Dateien existiert. Cloud-Anbieter verweisen diesbezüglich auf eine entsprechende Verschlüsselung.